# Hanna Haikal
Hanna Haikal (Johannes Haikal, * 7. Juni 1967 in Jouret Arsoun, Libanon) ist ein Bischof der Antiochenisch-Orthodoxen Metropolie von Deutschland und Mitteleuropa des Griechisch-Orthodoxen Patriarchats von Antiochien.

## Leben
Nach dem Besuch der Elementarschule sowie einer weiterführenden Schule machte Hanna Haikal 1986 das Abitur in der Schule des Klosters Balamand. Von 1989 bis 1993 studierte er orthodoxe Theologie an der Aristoteles-Universität Thessaloniki und schloss mit dem Diplom der orthodoxen Theologie ab.
Am 1. Dezember 1995 erfolgte durch Georges Khodr seine Diakonenweihe im Libanon, auf die eine Promotion von 1995 bis 1999 an der Universität Thessaloniki folgte. Haikal schrieb eine Dissertation über das Thema Die Präsenz der Dämonen im Leben des Menschen nach dem Heiligen Johannes Chrysostomos.
Am 1. November 1997 wurde er im Libanon zum Priester geweiht. Danach war er ab 1999 Priester und Gemeindevorsteher der St.-Georgios-Gemeinde zu Berlin. 2011 wurde er zum Bischof geweiht, mit dem Titularbistum von Palmyra. Weihbischof Haikal ist neben Metropolit Isaak Barakat einer von zwei Bischöfen des Griechisch-Orthodoxen Patriarchats von Antiochien in Deutschland. Sein Sitz befindet sich in Berlin.